# プリッツ湾
プリッツ湾(Prydz Bay)は、南極大陸のラース・クリステンセン海岸とイングリット・クリステンセン海岸の間にある深い湾である。プリッツ湾は東南極の内陸部に源を発する巨大な氷河排水システムの河口付近に位置する。プリッツ湾の南西の沿岸ではランバート氷河がランバート地溝からアメリ―棚氷へと流れ込んでいる。その他の主要な氷河はアメリー棚氷の南端の南緯73度付近に流れ込み、そこにある棚氷と地面が接する地域は比較的最近発生したものである。ここから、地形としても海洋のものになる。
アメリー棚氷はランバート氷河と地面が接する場所から北におよそ550 km離れた場所にあり、谷のうち幅80 kmから200 kmの地域を占めている。アメリ―棚氷から下の地面までの深さがどれくらいあるのかについては詳しくは分かっていないが、他の場所より明らかに深いことは明らかである。実際に、棚氷と地面が接する付近で平均海面から下に2500mほどの深さにまで到達している。アメリー棚氷は非常に大きな峡谷を占めており、その側面で露出したヌナタクの標高は最高で1500 mに達し、棚氷全体の高さは最大で3000 mにもなる。
アメリー棚氷の海側には、広い地理的な平原を伴う湾の近くのより深い水域があるため、その氷河の縁においては典型的な水深測量が示される。アメリー棚氷の前方に沿って存在するアメリー氷河溝の深さは、平均海面を基準として約700 mに達する。アメリー氷河溝の深さおよそ100–200 mの浅瀬においては、その外側の棚氷に向けてゆっくりと底が浅くなっていく。その棚氷の外縁部の深さはおよそ400–500 mである。プリッツ湾の西岸には棚氷の内側から棚氷の端（プリッツ海峡）に向けて交差する広いトラフが存在している。これの幅は約100 kmで、棚氷の端での深さは約500 mである。これは南極大陸の棚氷の面積の40.2%を占める、「棚氷と交差するトラフ」の典型的な一例である。これは速く流れる氷河によって形成されたものである。
後期新第三紀の間に、ランバート氷河とアメリー棚氷の間の排水機構はプリッツ湾を横断するようにして流れ、棚氷の端にまで到達すると大陸斜面の上方にトラフの入り口となる扇状地を形成していた。この扇状地はほとんどが、棚氷の端において、接地している棚氷が氷山となる線の場所で氷河が解けた際にその下から流れ出てきたデブリによって構成されている。海洋掘削プログラムの調査地1167における調査からは、氷が棚氷の端から離れた際に堆積した泥岩の薄い層によって、薄いデブリが流れていない期間の地層が分けられていることが判明した。トラフの入り口にある扇状地には、少なくとも78万年以上前から堆積が発生している。これは、78万年前以来、デブリが流れて堆積しない期間がわずか3回しかなかったためである。

## 歴史
プリッツ湾の一部分は1931年1月から2月にかけてノルウェーの捕鯨漁師とイギリス・オーストラリア・ニュージーランド南極調査探検隊 (BANZARE)によって初めて確認された。1935年2月には、船の「トースハウン」号に乗っていたノルウェーの捕鯨漁師で大将の、クラリウス・ミケルセンによってプリッツ湾が探検された。その後、1936年から1937年にかけてラース・クリステンセンの率いる探検隊によって航空写真が撮影され、かなり詳細まで描写した地図が作成された。プリッツ湾の名称はノルウェーのサンデフィヨルドにあるフヴァルファンゲルネス・アッスランスフォレンニング社の総合取締役であったオラフ・プリッツにちなんで命名された。

## 調査基地
プリッツ湾のラースマン丘陵には、オーストラリアのデイビス基地、ロシアのプログレス基地、ルーマニアのロー・ラコヴィタ基地、中華人民共和国の中山基地、インドのバラティ基地がある。